# シンシナティ級防護巡洋艦
シンシナティ級防護巡洋艦(Cincinnati class protected cruisers)は、アメリカ海軍が建造した防護巡洋艦の艦級。2隻が建造された。

## 同型艦
- シンシナティ (USS Cincinnati, C-7)
- ローリー (USS Raleigh, C-8)